# 上杉勝熙
上杉 勝煕（うえすぎ かつひろ）は、江戸時代中期から後期にかけての出羽米沢藩の人物。8代藩主・上杉重定の長男。

## 経歴
宝暦10年（1760年、藩主上杉重定の長男として米沢にて誕生するが、既に内約が進み、庶子として生まれたので、同年に上杉治憲（鷹山）が重定の養子になった。このため、治憲の養弟と『寛政重修諸家譜』では扱われている。
勝煕は後に畠山氏を称するが、『寛政重修諸家譜』や武鑑などでは全く触れられていないことからも分かるように、米沢藩以外では公表されていないため、藩外ではあまり知られていない。また、勝煕の家系は「彌五郎様家」と呼ばれており、これは上杉謙信の養子となった能登畠山氏の畠山義春やその子景広の通称である「彌五郎」と共通であることから、この名跡を継いだと考えることができる。
勝煕は文化4年（1807年）まで生存していたが、天明2年（1782年）に治憲は勝煕の同母弟である勝意（後の治広） を養子とし、勝煕が米沢藩主になることはなかった。しかし、治憲の実子・顕孝と寛之助、治広の子・久千代が早世し男系が絶えたのと対照的に、勝煕の子である斉定や勝義が米沢藩主や支藩の米沢新田藩主を継ぎ、以後この両家は廃藩置県の後に至るまで（上杉宗家は現在まで）勝煕の血筋で続くこととなる。
このため、畠山上杉氏は、三男・勝庸が継承、長男・勝輝、その弟・勝広、勝持（勝広の子）、勝嘉と続く。米沢藩には前述の畠山景広の子孫が米沢藩の一門衆・重臣としてあるが、勝煕の家は藩主家族 の扱いで明治に至る。
- 上杉重定－勝熙－勝庸－勝広－勝持－勝嘉